# Tlalpan
Tlalpan Mexikóváros legnagyobb területű kerülete. Lakossága 2010-ben meghaladta a 650 000 főt.

## Földrajz

### Fekvése
A Szövetségi Körzet déli részén fekvő, nagy területű kerület északi része sűrűn beépített, középső harmada ritkábban lakott, míg déli részén erdős hegyek emelkednek. Legészakibb része a tenger szintje felett körülbelül 2250 m-rel található, onnan fokozatosan emelkedik, a déli részben pedig a 4000 m-t is megközelítő hegyek emelkednek: itt található Mexikóváros legmagasabb pontja, az Ajusco. Ennek északkeleti lejtőjén helyezkedik el a Xitle, délkeletre a Pelado, az Acopiaxco és a Tesoyo. Legfontosabb vízfolyása az Ajusco déli oldalán eredő, és onnan délre folyó Río El Zorrillo.

### Éghajlat
A kerület alacsonyabban fekvő részének éghajlata meleg, de nem forró, és nyáron–ősz elején csapadékos. Minden hónapban mértek már legalább 27 °C-os hőséget, de a rekord nem érte el a 35 °C-ot. Az átlagos hőmérsékletek a decemberi 12,2 és a júniusi 17,7 fok között váltakoznak, gyenge fagyok ritkán előfordulnak. Az évi átlagosan 772 mm csapadék időbeli eloszlása nagyon egyenetlen: a júniustól szeptemberig tartó 4 hónapos időszak alatt hull az éves mennyiség több mint 75%-a.
| Hónap                                   | Jan. | Feb. | Már. | Ápr. | Máj. | Jún. | Júl. | Aug. | Szep. | Okt. | Nov. | Dec. | Év   |
| --------------------------------------- | ---- | ---- | ---- | ---- | ---- | ---- | ---- | ---- | ----- | ---- | ---- | ---- | ---- |
| Rekord max. hőmérséklet (°C)            | 29,0 | 29,5 | 34,0 | 32,0 | 33,0 | 33,0 | 29,0 | 30,0 | 27,0  | 29,5 | 29,0 | 29,5 | 34,0 |
| Átlagos max. hőmérséklet (°C)           | 21,4 | 23,0 | 25,3 | 26,1 | 26,0 | 24,5 | 22,3 | 22,1 | 21,4  | 21,9 | 21,7 | 20,6 | 23,0 |
| Átlaghőmérséklet (°C)                   | 12,4 | 13,4 | 15,7 | 17,0 | 17,6 | 17,7 | 16,3 | 16,2 | 15,8  | 15,0 | 13,4 | 12,2 | 15,2 |
| Átlagos min. hőmérséklet (°C)           | 3,3  | 3,8  | 6,2  | 7,8  | 9,3  | 10,9 | 10,4 | 10,3 | 10,2  | 8,1  | 5,1  | 3,7  | 7,4  |
| Rekord min. hőmérséklet (°C)            | −3,0 | −3,5 | 0,0  | 1,5  | 1,1  | 4,5  | 1,2  | 4,0  | 2,0   | 0,5  | −2,0 | −3,0 | −3,5 |
| Átl. csapadékmennyiség (mm)             | 8    | 4    | 11   | 23   | 60   | 123  | 177  | 168  | 128   | 55   | 9    | 5    | 772  |
| Forrás: Servicio Meteorológico Nacional |      |      |      |      |      |      |      |      |       |      |      |      |      |

## Népesség
A kerület népessége a közelmúltban folyamatosan és gyorsan növekedett:
| Év   | Lakosság |
| ---- | -------- |
| 1990 | 484 866  |
| 1995 | 552 516  |
| 2000 | 581 781  |
| 2005 | 607 545  |
| 2010 | 650 567  |

## Települései
A kerülethez 2010-ben összesen 140 külső település is tartozott, közülük a jelentősebbek:
| Település              | Lakosság (2010) |
| ---------------------- | --------------- |
| San Miguel Topilejo    | 34 603          |
| San Miguel Ajusco      | 29 781          |
| Parres (El Guarda)     | 2589            |
| Lomas de Tepemecatl    | 1392            |
| Tezontitla             | 721             |
| Ocotla Chico           | 489             |
| La Herradura           | 424             |
| Colonia Héroes de 1910 | 331             |

## Története
A kerület neve a navatl nyelvű, föld jelentésű tlalli szóból, és a pan helynévképzőből származik.
A területen már jóval időszámításunk kezdete előtt éltek emberek (valószínűleg otomi eredetű népek), akik megalapították a Cuicuilco nevű települést. A fejlődést azonban megakasztotta a Xitle nevű vulkán kitörése, amely nagy területeket árasztott el lávával és terített be hamuval. A lakók többsége valószínűleg észak felé menekült és ott telepedett le. A 7. században egy xochimilcói eredetű nép telepedett le a mai Tlalpan területén, és megalapította Topilejót, velük körülbelül egy időben pedig Coyoacánból érkező tepanék népcsoportok megalapították a mai San Miguel Ajusco elődjét.
A spanyolok megérkezése után a terület településszerkezete teljesen átalakult. Az új urak templomokat építettek, és az indiánokat ezek köré telepítették le, hogy megkönnyítsék a hittérítést (amelyet először a ferencesek, később a domonkosok végeztek) és az adók begyűjtését. Tlalpan területe 1521-ben a Cortésnek ajándékozott Mexikói-völgy őrgrófságához került, később számos közigazgatási változáson ment keresztül. Székhelye San Agustín de las Cuevas lett, amely a nevében található cuevas („barlangok”) szót azért kapta, mert a Xitle kitörése során a megszilárdult lávában érdekes barlangok keletkeztek.
1824-ben, amikor létrejöttek az államok és a Szövetségi Körzet, San Agustín de las Cuevas México szövetségi államhoz került, amelynek hamarosan, de csak 1830-ig fővárosa is volt. Az első gyár (egy textilüzem) a következő évben alakult meg a településen. 1854-ben Antonio López de Santa Anna rendeletére kiterjesztették a Szövetségi Körzet területét, San Agustín de las Cuevas ekkor lett része neki. Bár Santa Anna bukása után ideiglenesen visszakerült México államhoz, de 1855-ben ismét a Szövetségi Körzethez csatolták. 1903-ban a körzetet 13 községre osztották, ezek egyike volt Tlalpan. A forradalom során gyakoriak voltak itt az összecsapások a zapatisták és a konstitucionalisták között. Mexikóváros kerületeit 1928-ban alakították ki először, Tlalpan azóta egyike ezeknek a kerületeknek.
1929-ben egyesítették a Loreto és a Peña Pobre papírgyárakat, ezzel jelentős ipari fejlődés vette kezdetét, de az 1980-as években környezetszennyezés miatt az egyesült gyárat bezárták. 1952-ben felépült Mexikó első autópályája, amely Mexikóvárost Cuernavacával kötötte össze, ez pedig áthaladt Tlalpanon is. 1968-ra, az olimpia idejére felépült a Villa Olímpica és a Villa Coapa nevű lakónegyed a sportolók, az újságírók és egyéb meghívott személyek részére, majd a rendezvény után ezeket közönséges lakóterületté alakították.

## Turizmus, látnivalók
A kerületben a természeti környezeten és az év során rendezett számos, főként vallási jellegű ünnepen kívül néhány régi műemlék érdemel figyelmet. Egy régi villamosállomásból alakították ki a Luis Cabrera könyvtárat, a 18. században épült a Casa Chata, itt található az a ház is, ahol José María Morelost, a mexikói függetlenségi háború egyik hősét őrizték egy ideig kivégzése előtt, áll még a 18. századi pénzverő, ahol abban az időben, amikor Tlalpan volt México állam fővárosa, a kormánypalota működött, és itt található a Casa del Conde de Regla és a 20. század elején befejezett Casa Frissac (ma a Javier Barros Sierra kulturális intézet épülete). 1871-en kezdték építeni a kerület „városházájául” szolgáló épületet, a külterületen pedig a régi Catipoato hacienda képvisel jelentős értéket.